# Dragon Ball Z
Dragon Ball Z (ドラゴンボールFormat:Ruby Doragon Bōru Zetto?, uzual abreviat DBZ) este un serial de televiziune japonez de genul anime, produs de Toei Animation. Dragon Ball Z este sequelul anime-ului Dragon Ball și adaptează ultimele 325 de capitole din seria originală manga de 519 capitole, Dragon Ball, creată de Akira Toriyama, care a fost publicată între 1988 și 1995 în Weekly Shōnen Jump. Dragon Ball Z a fost difuzat pentru prima dată în Japonia pe Fuji TV între 26 aprilie 1989 și 31 ianuarie 1996, apoi a fost dublat și difuzat în diferite țări și regiuni din lume, printre care Statele Unite, Australia, Europa, India și America Latină.

### Dublaj în limba română
| Caracter               | Voce           |
| ---------------------- | -------------- |
| toate vocile masculine | Marius Săvescu |
| toate vocile feminine  | Mirela Strainu |
| toate vocile feminine  | Viorica Picior |